# Eucera truttae
Eucera truttae là một loài Hymenoptera trong họ Apidae. Loài này được Cockerell mô tả khoa học năm 1905.